# CBS 아침종합뉴스
《CBS 아침종합뉴스》는 대한민국의 방송국 기독교방송의 라디오 채널 CBS 표준FM에서 주말 오전 7시부터 7시 15분까지 방송했던 라디오 뉴스 프로그램이다.
2018년 9월 29일 방송을 마지막으로 종영되었다.

## 앵커
- CBS 아나운서

## 같이 보기
- CBS 표준FM

## 동시 시간대 방송 프로그램
- KBS 제1라디오 아침종합뉴스 (KBS 제1라디오)

| CBS 표준FM 토요일 프로그램 |                          |                               |
| 이전                       | CBS 아침종합뉴스         | 다음                          |
| 굿모닝뉴스 박재홍입니다    | CBS 아침종합뉴스         | 변상욱의 이야기쇼             |
| 오전 6시 5분 ~ 오전 7시    | 오전 7시 ~ 오전 7시 15분 | 오전 7시 15분 ~ 오전 8시 55분 |
| 정시 CBS 노컷뉴스          |                          |                               |

| 부산CBS 표준FM 토요일 프로그램 |                          |                               |
| 이전                           | CBS 아침종합뉴스         | 다음                          |
| 굿모닝뉴스 박재홍입니다        | CBS 아침종합뉴스         | 변상욱의 이야기쇼             |
| 오전 6시 5분 ~ 오전 7시        | 오전 7시 ~ 오전 7시 15분 | 오전 7시 15분 ~ 오전 8시 55분 |
| 정시 CBS 노컷뉴스              |                          |                               |

| 경남CBS 표준FM 토요일 프로그램 |                          |                               |
| 이전                           | CBS 아침종합뉴스         | 다음                          |
| 굿모닝뉴스 박재홍입니다        | CBS 아침종합뉴스         | 변상욱의 이야기쇼             |
| 오전 6시 5분 ~ 오전 7시        | 오전 7시 ~ 오전 7시 15분 | 오전 7시 15분 ~ 오전 8시 55분 |
| 정시 CBS 노컷뉴스              |                          |                               |

| 대구CBS 표준FM 토요일 프로그램 |                          |                               |
| 이전                           | CBS 아침종합뉴스         | 다음                          |
| 굿모닝뉴스 박재홍입니다        | CBS 아침종합뉴스         | 변상욱의 이야기쇼             |
| 오전 6시 5분 ~ 오전 7시        | 오전 7시 ~ 오전 7시 15분 | 오전 7시 15분 ~ 오전 8시 55분 |
| 정시 CBS 노컷뉴스              |                          |                               |